# Svitlana Azarova
Svitlana Azarova (ukrainsk: Світлана Азарова, tr. Svitlana Azarova; født 9. januar 1976 i Izmail, Ukrainske SSR) er en ukrainsk/hollandsk komponist af ny musik.

## Tidlige år
Efter sin uddannelse som musiklærer i 1996 fra Izmail Pædagogiske Institut tiltrådte hun Odessa State AVNezhdanova Conservatoire (nu Odessa State AVNezhdanova musicakademi), hvor hun studerede komposition, først under professor Olexander Krasotov og senere indtil hendes færdiguddannelse som komponist i 2000 under Prof. Karmella Tsepkolenko.
I 2006 begyndte hun Ph.d.-studier ved konservatoriet i Amsterdam under Theo Loevendie, hvor hun dimitterede med en Master of Music i december 2007.

## Karriere
Svitlana Azarovas musik udføres af internationale ensembler og orkestre. Disse indbefatter:
- Petra Stump, Klarinet (Østrig)[2]
- Mariko Nishioka percussion (Japan) og Yuka Sugimoto percussion (Japan)[3]
- Nieuw Ensemble (Holland)[4]
- Stephan Vermeersch (Belgien)[5][6]
- Marcel Worms (Holland)[7]
- Ensemble pass_ПОРТ (Ukraine - Tyskland - Brasilien - Frankrig), Dirigent: Kevin John Edusei[8][9]
- Sinfonia Iuventus, Dirigent: Roman Rewakowicz (Polen)[10]
- Eastern Connecticut Symphony Orchestra dirigeret af Toshiyuki Shimada[11][12]
- Orchestre national d'Île-de-France (ONDIF) dirigent Enrique Mazzola
- Nederlands Filharmoniske Orkester (NedPho) dirigent Marc Albrecht

## Kompositioner
- 2025
  - Hyperion for ensemble
- 2024
  - Trojaborg 2 (Ukrainian) for klarinet
- 2023
  - Awesome Stories for 6 guitarer
- 2019
  - Hoc Vinces! for stort orkester
- 2015-2016
  - Momo og tidstyvene opera i to akter for stort orkester, kor og solister. Libretto af Anna Bro bygget på bogen Momo og tidstyvene af Michael Ende. Bestilt af Det Kongelige Teater. Uropførelse på Operaen på Holmen.[13]
- 2014
  - Hundred thirty one Ångström symfoni for stort orkester
- 2013
  - Concerto Grosso for violin, bratsch solo og strygeorkester
- 2011
  - Mover of the Earth, Stopper of the Sun for symfoniorkester (overture), bestilt af ONDIF[14][15]
  - I fell into the sky... for bratsch solo
- 2010
  - Pure thoughts transfixed symfoni for stort orkester[11][12][16][17]
- 2008
  - Beyond Context for kammerorkester, bestilt af de polske institut i Kyiv[18]
  - From this kind... for kor, messingblæsere og slagtøj, tekst af Oksana Zabuzhko
- 2007
  - 300 steps above for klokkeværk
  - Trojaborg for solo klarinet[5]
  - Epices for sopran, basklarinet, trompet, slagtøj, klaver, violin[19]
  - Un cortado para Michel for barokfløjte (traverso) og lydspor
  - Onderdrukte Haast (Suppressed Haste) for messingkvintet
  - On Tuesdays for ensemble, tekst af Daniil Harms. Verdenspremiere: Nieuw Ensemble

- 2006
  - Sounds from the Yellow Planet for ensemble og optagelser af strubesang Khoomei virtuos Nikolay Oorzhak
  - Model Citizens for cello og klaver, bestilt af Doris Hochscheid og Frans van Ruth[20]
  - Valentina's Blues for klaver, bestilt af Marcel Worms og udgivet på hans cd Red, White and Blues, 32 New Dutch Blues (Attacca Records #27103)[7][21][22]

- 2005
  - Hotel Charlotte for strygekvartet
  - Dive" for violin og klaver
  - The Violinist's morning espresso for violin[23]
- 2004
  - Outvoice, outstep and outwalk for basklarinet[6][24]
  - Asiope for ensemble[8][9][25]

- 2003
  - Go-as-you-please for ensemble
  - Symphonic Lana Sweet for stort symfoniorkester
  - Slavic Gods for fløjte, klarinet, harmonika og cello
  - West - East for ensemble[8][9]
  - Don't go: not now for fløjte, obo og fagot
  - Feet on Fire for 2 percussion[3]
  - Funk Island for bassethorn og klaver

- 2002
  - In the Icy Loneliness for 2 celloer
  - Axis of Every Karuss... for klarinet, klaver og cello[26][27]

- 2001
  - As for the Clot it is Slowly... for solo tuba[26][28]

- 2000
  - The Dance of Birds for strygeorkester[26]
  - Chronometer for klaver[26][29]

- 1999
  - Symphonic Poem for stort symfoniorkester
  - Diagram for 5 celloer
  - Punished by Love vokalcyklus på vers af Ludmyla Olijnyk (på russisk) for sopran og klaver
  - Sonata-Diptych for klarinet og klaver

## Medlemskaber
- Medlem af GENECO[30]
- Medlem af Association of New Music
- Medlem af ISCM Ukraine Section
- Medlem af Ukrainian Composers' Union.
- Medlem af Gesellschaft für musikalische Aufführungs- und mechanische Vervielfältigungsrechte (GEMA)